# Kościół poewangelicki w Ziębicach
Kościół poewangelicki – dawna świątynia protestancka znajdująca się w mieście Ziębice, w województwie dolnośląskim. Obecnie znajduje się w niej hala sportowa.
Jest to budowla powstała w latach 1796-1797 według projektu architekta N. von Gneisenaua z Brzegu, na miejscu zameczku książęcego powstałego w XV wieku i rozebranego w 1791 roku. Kościół został wzniesiony na planie typowym dla śląskich rozwiązań Carla Gottharda Langhansa, czyli rzut prostokątny z wieżą na osi dłuższej. Wnętrze pierwotnie posiadała dwie kondygnacje oraz empory wzniesione na planie elipsy, ale po zniszczeniach wojennych z 1945 roku, w latach 1968-1969 zostało przebudowane dla celów oświatowych.